# Iarcanda
Iarcanda (Yarkand ou Yarkant),  que é denominada pelos chineses como Xache (Shache pela transliteração pinyin) ou Sha-ch'e (pela transliteração Wade-Giles), é uma cidade-oásis no sudoeste de Sinquião, no noroeste da China. Situada nas margens do Rio Iarcanda no extremo oeste da Bacia do Tarim e ao sudeste de Casgar, na junção das estradas para Aksu ao noroeste e para Cotã ao sudeste. É um dos pontos da Rota da Seda na Bacia do Tarim.

No final do século II a.C., a cidade era conhecida como Reino de Xache, que dominava a região até a Cordilheira Pamir. No final do século I, a cidade foi tomada pelos exércitos chineses comandados por Ban Chao. Durante a dinastia Tang (618–907), ela voltou a ganhar importância, após ter sido ofuscada por Cargalique ao sul e por Casgar ao noroeste. Ela ganhou ainda mais importância nos séculos XII e XIII, tornando-se a principal base do Canato de Chagatai, que era parte do Império Mongol. No final do século XVI, a cidade foi incorporada pelo Canato de Casgar. No século XVIII, voltou a estar sob a soberania de Pequim.

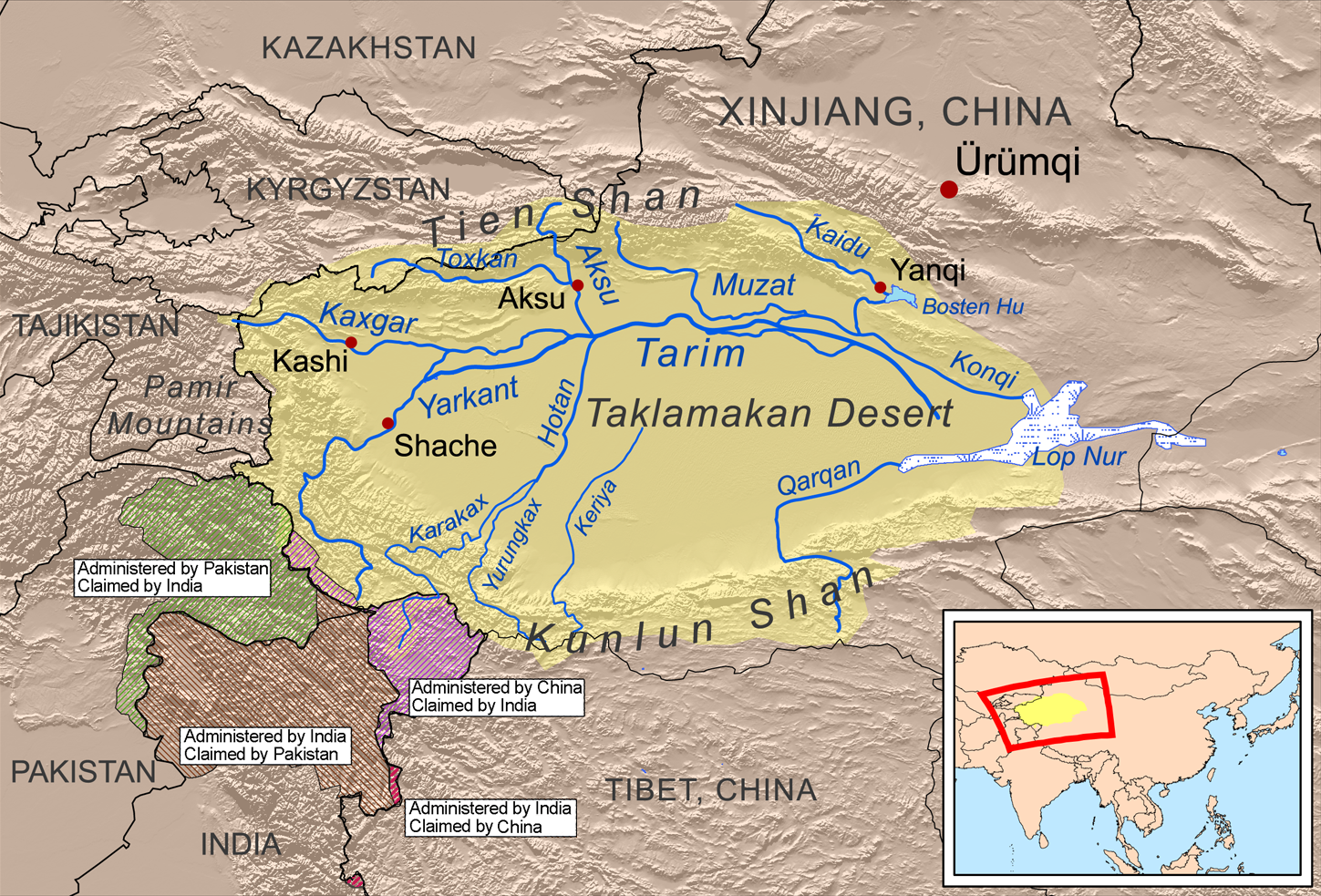
Localização de Iarcanda (Sache) na Bacia do Tarim

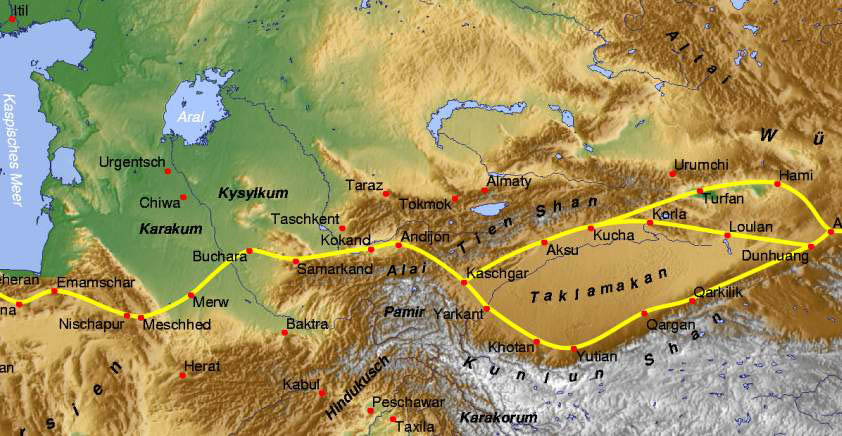
Iarcanda ao sudoeste do Deserto de Taclamacã

O oásis abrange cerca de 3.210 Km2 e é altamente fértil. Ela produz uma variedade de culturas de grãos, algodão, linho, feijão, frutas e folhas de amoreira para a indústria da seda local. Ao redor do oásis há criação extensiva principalmente de camelos, cavalos e ovelhas. A tem uma rica produção artesanal com algodão, seda, e couro. No ano de 2.000 a população do local era de 88.148 habitantes.
Na época da Revolta Dungan, os soldados da etnia hui naquela cidade, passaram a temer que as autoridades os desarmassem ou os executasse, e se juntaram à revolta nas primeiras horas de 26 de julho de 1864, e tomaram a cidade e o forte onde estava a guarnição de soldados da etnia manchu. Ao tomarem a cidade, cerca de 7.000 chineses da etnia han foram massacrados. Os huis eram pouco numerosos, quando comparados muçulmanos de etnia turca que residiam naquela cidade, e escolheram um homem religioso da família Gulam Huceine, uma família nobre oriunda de Cabul, para exercer o papel de padixá (governante) local